# Актиноморфна квітка
Актиномо́рфна кві́тка, правильна квітка (грец. ακτις — промінь і μορφη) - правильна квітка, має більше двох площин симетрії (симетрія визначається по оцвітині, найчастіше — по віночку). Характерна для великої кількості родин класів дводольних і однодольних. Актиноморфні квітки можуть бути роздільнопелюстковими (у гвоздикових, розоцвітих, зонтичних) або спайнопелюстковими (у бурачникових, пасльонових, дзвоникових). Часто запилюються комахами, тому іноді у актиноморфної квітки, як і у зигоморфних квіток, виробляються різні пристосування для запилення спеціалізованих обпилювачами (луски в зіві у різних бурачникових, дуже довга трубка віночка у тютюну, дурману і ін.).